# Дуевілле
Дуевілле (італ. Dueville, вен. Doviłe) — муніципалітет в Італії, у регіоні Венето, провінція Віченца.
Дуевілле розташоване на відстані близько 430 км на північ від Рима, 65 км на захід від Венеції, 10 км на північ від Віченци.
Населення — 13 983 особи (2014).
Щорічний фестиваль відбувається 26 липня. Покровитель — Santa Maria.

## Демографія
Населення за роками:

Станом на 1 січня 2023 року в муніципалітеті офіційно проживало 935 іноземців з 56 країн, серед них 211 громадян країн Євросоюзу та 27 громадян України.

## Сусідні муніципалітети
- Кальдоньо
- Монтеккьо-Прекальчино
- Монтічелло-Конте-Отто
- Сандриго
- Віченца
- Віллаверла